# ATP Challenger Montemar
Das ATP Challenger Montemar (offiziell: Montemar Challenger ENE Construcción) ist ein Tennisturnier, das 2024 erstmals in Alicante, Spanien, stattfand und nach dem Stadtteil Montemar benannt ist. Es gehört zur ATP Challenger Tour und wird im Freien auf Sand gespielt.
Austragungsort ist der Club Atlético Montemar in Alicante.

## Liste der Sieger

### Einzel
| Jahr | Sieger        | Finalgegner    | Ergebnis      |
| ---- | ------------- | -------------- | ------------- |
| 2024 | Fabio Fognini | Lukas Neumayer | 6:3, 2:6, 6:3 |

### Doppel
| Jahr | Sieger                             | Finalgegner                      | Ergebnis |
| ---- | ---------------------------------- | -------------------------------- | -------- |
| 2024 | Karol Drzewiecki Piotr Matuszewski | Daniel Rincón Abedallah Shelbayh | 6:3, 6:4 |